# مقبرة مركز أفندي

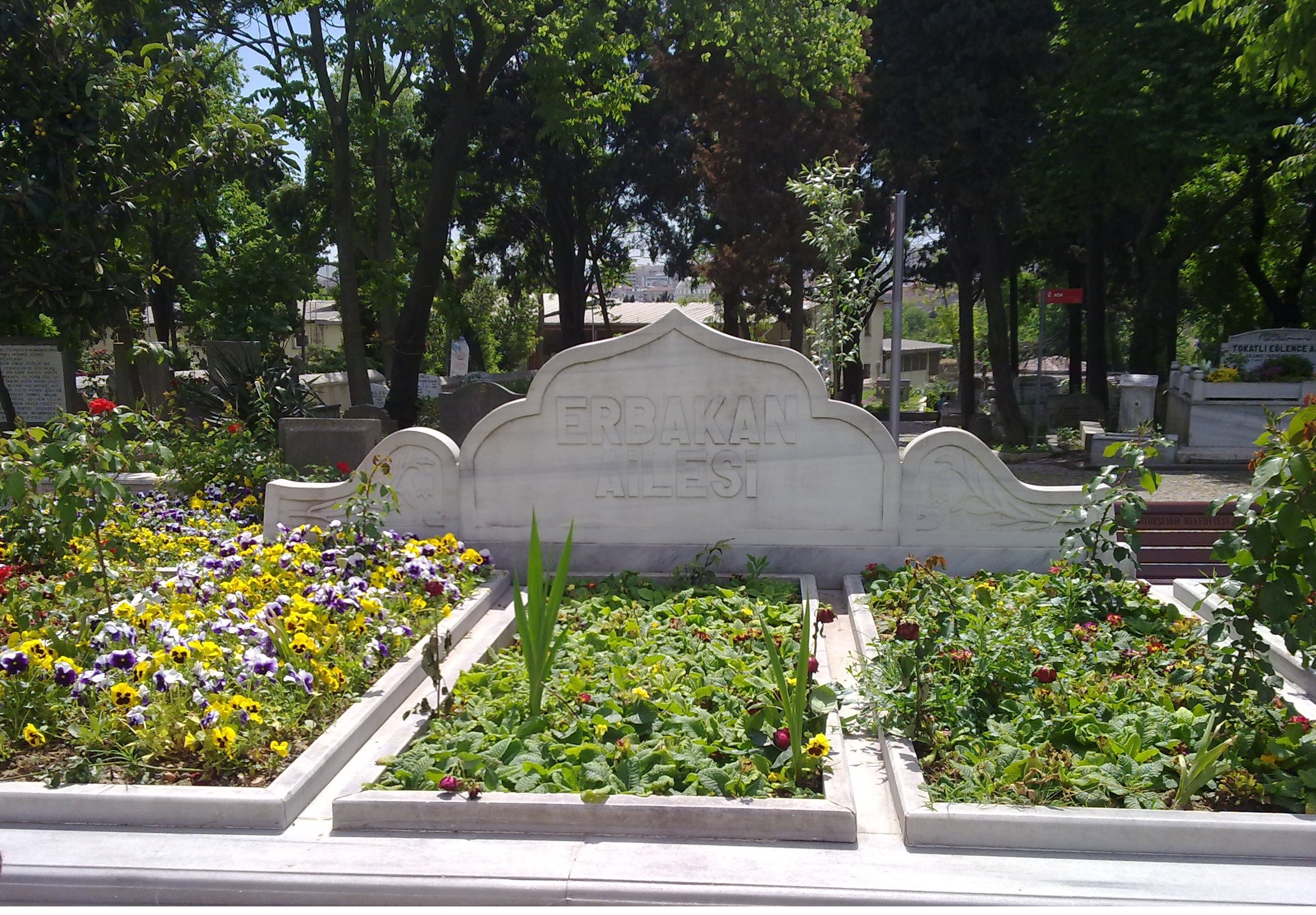
قبر نجم الدين أربكان، سياسي حمل منصب رئيس الوزراء.

مقبرة مركز أفندي هي مقبرة تقع في حي مركز أفندي في منطقة زيتون بورنو في إسطنبول.

## قائمة المدفونين
ممن دفن في المقبرة:
- محمد شوقي أفندي - خطاط.[1]
- خالدة أديب - أديبة.[2]
- نجم الدين أربكان - رئيس وزراء سابق.[3]

## أعلام
- سميحة أيفردي
- حمدالله صبحي طانروفر
- عدنان أديوار
- سيميل باي
- خالدة أديب